# Cacicat
El terme cacicat s'aplica, en antropologia social, a un dels estadis d'evolució organitzativa de les societats tribals, concretament al més avançat d'ells, "que anuncia la forma estatal en les seves complexitats". És una forma d'organització molt típica dels clans de Polinèsia i Micronèsia, encara que també s'ha trobat sovint a Àsia central, als bantu d'Àfrica, Carib i entre tots els d'Amèrica

## Organització general
L'organització política del "cacicat" abasta un àmbit regional, al front del qual se situen caps militars i poderoses nobleses primitives, amb economies diversificades i d'elevada productivitat. Es tracta, per tant, d'un model ben diferenciat de la tradicional "tribu segmentària", que es caracteritzava per estar escassament dotada econòmicament parlant i políticament fragmentada, amb cabdillatge local, d'abast limitat i sense privilegis. El "cacicat", per contra, respon a diversos elements estructurals i organitzatius, conforme a la descripció de Marshall Sahlins:
1. Suprimeix distincions segmentàries entre tribus, mitjançant la creació d'una jerarquia administrativa, al cap de la qual es troba un cacic (o figura similar).
2. És una societat tancada, no permeable.
3. La comunitat local es converteix en una subdivisió política del conjunt regional.
4. Té estructura social estratificada, però no és una societat de classes.

## El clan cònic
El tipus més depurat de "cacicat", és el denominat clan cònic, integrat per un extens grup de descendència comuna, delimitat i segmentat sobre la base de prejudicis ideològics. És un clan convertit en organització política, regit pel principi de primogenitura. L'organització inclou una línia de descendència principal (anomenada "degana") i diverses secundàries. Els llinatges secundaris dominen els assentaments tribals locals i es consideren emparentats entre ells, integrant així un llinatge superior de caràcter zonal, territori que comprèn a tots els assentaments germanats (fratria) i té al seu front un cap, descendent de la línia degana. Diversos districtes o zones, al seu torn, conformen l'estructura regional del clan cònic, en el cim de la qual es troba, sempre, un descendent directe del fundador de la línia degana i, per tant, del propi clan, l'autoritat del qual excedeix amb molt a la dels caps de les tribus segmentàries.
Aquesta estructura política implica, necessàriament, l'exigència a les comunitats locals de mercaderies i serveis per als cerimonials, funcionaris i nobles. El cacic, en cada graó, intervé en l'economia de les comunitats, la fomenta i l'explota. Els caps, per tant, tenen privilegis i obligacions definides, ostentant a més una autoritat autèntica: els altres estan obligats a obeir-li.
La tribu, en aquest sistema, es conforma com el conjunt d'un o diversos clans cònics, aconseguint així una gran grandària i extensió, i un caràcter "quasi-estatal".